# محمد مروازي
محمد مروازي (مواليد 28 يونيو 1973) هو ممثل ومنتج ومخرج مغربي. شارك في مجموعة مهمة من الأفلام والمسلسلات المغربية، وهو عضو جمعية فناني الراديو والتلفزيون الكنديين بمونتريال، كندا.

## مسيرته
تخرّج محمد مروازي من المعهد العالي للفن المسرحي والتنشيط الثقافي في الرباط، في عام 1996، خلال سنته الأولى في المعهد، بدأ مهنة التمثيل في فيلم (Di cielo in cielo) للمخرج الإيطالي روبرتو جياناريلي. في عام 1998، قام ببطولة فيلم حب بلا فيزا للمخرج نجيب الصفريوي.

## أعماله

### أفلام
- 1996: Di cielo in cielo
- 1998: أصدقاء الأمس
- 1998: حب بلا فيزا
- 2000: حريم مدام عثمان
- 2000: علي، ربيعة والآخرون
- 2001: ليلى
- 2002: طيف نزار
- 2002: الفراشة السوداء
- 2002: مذكرات وردية
- 2002: Il bambino di betleheme
- 2003: وجها لوجه
- 2003: L'Adieu
- 2004: ذاكرة معتقلة
- 2004: أجنحة منكسرة
- 2007: تمزق
- 2007: مياه سوداء
- 2007: غروب الشمس
- 2007: أركانة
- 2007: القلوب المحترقة
- 2007: ريح البحر
- 2011: الفصول الخمسة
- 2012: الطفل الشيخ
- 2013: عرس الذيب
- 2014: حدود وحدود
- 2016: حبائل العنكبوت
- 2020: ميوبيا (منتج منفذ)

### مسلسلات
- 1999: أولاد الناس
- 2000: دواير الزمان
- 2012: الغريب

## روابط خارجية
- محمد مروازي على موقع IMDb (الإنجليزية)
- محمد مروازي على موقع ألو سيني (الفرنسية)
- محمد مروازي على موقع قاعدة بيانات الفيلم (الإنجليزية)